# 내 손을 잡아
《내 손을 잡아》는 2013년 10월 7일부터 이듬해 4월 4일까지 방영된 MBC 아침 드라마이다.

## 줄거리
어머니를 죽인 살인자라는 누명을 쓰고 모든 것을 빼앗긴 한 여자가 현실하고 당당하게 싸우면서 진실과 행복을 찾아가는 이야기.

## 등장 인물

### 주요 인물
- 박시은(한연수) : (아역 최지원) - 의상 디자이너
- 이재황(민주원)
- 진태현(민정현)[1]
- 배그린(오신희) (이 드라마의 메인 악녀이자 최종 보스)

### 연수의 주변 인물
- 금보라(강양순) : 연수의 이모
- 김영란(강애순) : 연수의 어머니 (특별출연)
- 안미나(박미진) : 연수의 이종사촌 동생
- 노영학(한준영) : (아역 서동현) - 연수의 동생
- 조휘준(한은성) : 연수&정현의 아들

### 주원의 주변 인물
- 최상훈(민동훈)[2] : 주원의 작은아버지, 정현의 의붓아버지
- 박정수(나금자)[3] : 동훈의 아내, 주원의 작은어머니, 정현의 어머니

### 신희의 주변 인물
- 안석환(오진태) : 신희의 아버지
- 김동균(김철진) : (이 드라마의 서브 빌런이자 중간 보스) 사채업자. 신희를 협박해 돈을 끊임없이 뜯어냄.

### DH그룹 사람들
- 고정민 : 실장 역
- 이창욱(정현수)
- 송다은(황미영)
- 김경남(강 대리)
- 최효상(김상철)
- 최정화(박 팀장)
- 미상(정선우)

### 그 외 인물
- 오주은(왕체리) : 톱스타
- 이주석(김성수)
- 정흥석(박흥석)
- 김효선(고은하)
- 김민정(하루카)
- 최성민(국선 변호사)
- 공재원(한연수 사건 부검 의사)
- 백민 : 서울마포경찰서 박종원 형사 역
- 미상 : 안지용, 김 박사, 차성준
- 민우기(부동산 고객)
- 진현광(의사)
- 전정로(하루카의 비서)

### 알 수 없는 인물
- 허성태, 황세정, 윤종화

## 연장
- 방송 분량이 120부작에서 10회 연장되어 130부작으로 변경 · 확정됨.